# 新绛站
新绛站是一个侯西线上的铁路车站，位于山西省运城市新绛县城关镇，建于1985年，目前为四等站，邮政编码为043100。目前客运：办理旅客乘降；行李、包裹托运；货运：办理整车货物发到；不办理危险货物发到。